# 16127 Farzan-Kashani
A 16127 Farzan-Kashani (ideiglenes jelöléssel 1999 XK92) a Naprendszer kisbolygóövében található aszteroida. A LINEAR projekt keretében fedezték fel 1999. december 7-én.